# Meteorit Tazewell
El meteorit Tazewell és un meteorit de tipus metàl·lic de 27 quilograms de pes, que va ser trobar al comtat de Claiborn, a l'estat de Tennessee, als Estats Units, trobat l'any 1853.

## Classificació
El meteorit és de tipus metàl·lic, és a dir que es tracta d'un meteorit que es compon predominantment de metall ferro-níquel i que cristal·litza a partir d'una massa fosa. Pertany al grup IAB complex, una associació de meteorits de ferro, inclosos els antics grups IAB i IIICD.

## Descripció i mineralogia
El meteorit va ser trobat en ser colpejat per una arada en un petit turó de la localitat de Tazewell. Els primers informes van destacar el contingut de níquel, la schreibersita, el sulfur de ferro, i el que es va anomenar un "protoclorur" de ferro. Una anàlisi més minuciosa de les porcions menys degradades va revelar que es tractava d'un meteorit metàl·lic una mica inusual, amb làmines de kamacita, grans porcions de taenita i plessita (70-90% vol), schreibersita accessòria, troilita i haxonita amb traces d'olivina. A més, el protoclorur es va etiquetar eventualment com un nou mineral anomenat lawrencita. La lawrencita va ser posteriorment observada en altres meteorits, especialment en meteorits metàl·lics desgastats i en litosiderits.